# Calymmaria humboldi
Calymmaria humboldi là một loài nhện trong họ Hahniidae.
Loài này thuộc chi Calymmaria. Calymmaria humboldi được miêu tả năm 2004 bởi Heiss & Draney.